# 矿泉
矿泉，是一種天然的泉，其流出的水中含有礦物，或是含有可以改變味道或產生所謂療效的其他溶解物質。鹽、硫化物與空氣常伴隨著這些物質，並在穿越地下時溶解於泉水中。礦泉水取自礦泉，長久以來都是一門重要的商業行為。